# 須ケ口
須ケ口（すかぐち）は、愛知県清須市の地名。

## 地理

### 河川・池沼
- 五条川
- 新川

### 交通
- 愛知県道127号助七西田中線
- 名鉄名古屋本線・名鉄津島線須ヶ口駅

### 施設
- 浄休寺
- 正覚寺
- 清須市立新川中学校
- 清須市役所本庁舎
- 清須市立新川小学校
- 豊和工業本社工場

## 歴史

### 地名の由来
『尾張国地名考』は「洲所（すか）口」の意味であるとしているという。

### 沿革
- 江戸時代 - 尾張国春日井郡須ケ口村として所在[1]。尾張藩清洲代官所支配[1]。
- 1876年（明治9年） - 一部が同郡清洲村に編入され、また清洲村外町分を編入する[1]。
- 1880年（明治13年） - 春日井郡の東西分割により、西春日井郡須ケ口村となる[1]。
- 1889年（明治22年） - 市制町村制による西春日井郡須ケ口村となる[1]。
- 1900年（明治33年） - 西春日井郡桃栄町大字須ケ口となる[1]。
- 1906年（明治39年） - 西春日井郡新川町大字須ケ口となる[1]。
- 1971年（昭和46年） - 一部が西須ケ口に編入される[1]。
- 1975年（昭和50年） - 一部が東須ケ口・東外町にそれぞれ編入される[1]。
- 1977年（昭和52年） - 一部が鍋片に編入される[1]。
- 1979年（昭和54年） - 一部が助七に編入される[1]。
- 1984年（昭和59年） - 一部が須ケ口駅前に編入される[1]。
- 2005年（平成17年）7月7日 - 西春日井郡新川町大字須ケ口が合併に伴い、清須市須ケ口となる[WEB 6][WEB 7]。

### 人口の変遷
国勢調査による人口および世帯数の推移。
| 1995年（平成7年）  | 775世帯 2343人 |  |
| 2000年（平成12年） | 661世帯 1916人 |  |
| 2005年（平成17年） | 703世帯 1896人 |  |
| 2010年（平成22年） | 724世帯 1840人 |  |
| 2015年（平成27年） | 717世帯 1732人 |  |
| 2020年（令和2年）  | 691世帯 1497人 |  |

### WEB
1. 1 2  総務省統計局 (2022年2月10日). “令和2年国勢調査の調査結果(e-Stat) - 男女別人口，外国人人口及び世帯数－町丁・字等” (CSV). 2023年8月2日閲覧。
2. ↑  “愛知県清須市の町丁・字一覧”.   人口統計ラボ. 2025年8月14日閲覧。
3. ↑  “読み仮名データの促音・拗音を小書きで表記するもの(zip形式) 愛知県” (zip).   日本郵便 (2024年2月29日). 2024年3月26日閲覧。
4. ↑  “市外局番の一覧” (PDF).   総務省 (2022年3月1日). 2022年3月22日閲覧。
5. ↑  “ナンバープレートについて”.   一般社団法人愛知県自動車会議所. 2024年1月21日閲覧。
6. ↑  “愛知県清須市の郵便番号一覧”.   日本郵便. 2025年8月14日閲覧。
7. ↑  清須市役所市民環境部市民課 (2014年2月1日). “清須市の住所表示 新川町の場合”.   清須市. 2025年8月17日閲覧。
8. ↑  総務省統計局 (2014年3月28日). “平成7年国勢調査の調査結果(e-Stat) - 男女別人口及び世帯数 －町丁・字等” (CSV). 2021年7月20日閲覧。
9. ↑  総務省統計局 (2014年5月30日). “平成12年国勢調査の調査結果(e-Stat) - 男女別人口及び世帯数 －町丁・字等” (CSV). 2021年7月20日閲覧。
10. ↑  総務省統計局 (2014年6月27日). “平成17年国勢調査の調査結果(e-Stat) - 男女別人口及び世帯数 －町丁・字等” (CSV). 2021年7月21日閲覧。
11. ↑  総務省統計局 (2012年1月20日). “平成22年国勢調査の調査結果(e-Stat) - 男女別人口及び世帯数 －町丁・字等” (CSV). 2021年7月21日閲覧。
12. ↑  総務省統計局 (2017年1月27日). “平成27年国勢調査の調査結果(e-Stat) - 男女別人口及び世帯数 －町丁・字等” (CSV). 2021年7月21日閲覧。

### 書籍
1. 1 2 3 4 5 6 7 8 9 10 11 12 13  「角川日本地名大辞典」編纂委員会 1989, p. 723.